# Pogona minor
Pogona minor är en ödleart som beskrevs av Sternfeld 1919. Pogona minor ingår i släktet Pogona och familjen agamer. Inga underarter finns listade i Catalogue of Life.
Arten förekommer i centrala och västra Australien. Den blir upp till 16 cm lång (huvud och bål) och har en upp till 24 cm lång svans. Honor lägger ägg.
Individerna vistas i olika landskap som öppna skogar, buskskogar, sanddyn vid havet och hedområden. De klättrar ibland i träd eller buskar. När tillräcklig växtlighet finns besöks även människans samhällen.
Honor blir könsmogna när de är minst 9 cm långa (utan svans). De lägger två till tio ägg per tillfälle. De nyckläkta ungarna är 3 till 4,5 cm långa. För att lägga äggen gräver honan ett hål som är cirka 20 cm djupt och sedan göms hålet under en jordhög. Individerna är dagaktiva och de sover gömda under buskar, i en grop i marken eller i lövskiktet.
I delstaten Western Australia är Pogona minor mycket sällsynt. I andra områden är den vanligt förekommande. IUCN listar arten som livskraftig (LC).